# Troy Andrews
Troy Andrews, né le 2 janvier 1986 à La Nouvelle-Orléans, est un tromboniste et trompettiste américain. Il est le fils de James Andrews Jr. et Lois Hill, le petit frère du trompettiste James Andrews et le petit-fils du chanteur-compositeur Jessie Hill. Troy Andrews joue du trombone dans les fanfares depuis l'âge de six ans, d'où son surnom « Trombone Shorty » (shorty signifiant « court », « petit »). En 2018, il reçoit le Blues Music Award de meilleur instrumentiste (cuivre).

## Discographie

### Albums enregistrés en studio
- Trombone Shorty's Swingin' Gate, Louisiana Red Hot Records, 2002 (by Troy Andrews)
- 12 & Shorty, Keep Swingin' Records, 2004 (by James & Troy Andrews)
- The End of the Beginning, Treme Records, 2005 (by The Troy Andrews Quintet)
- Trombone Shorty Meets Lionel Ferbos (by Trombone Shorty & Lionel Ferbos)
- Orleans & Claiborne, Treme Records, 2005 (by Troy « Trombone Shorty » Andrews & Orleans Avenue)
- Backatown, Verve Forecast Records, 2010 (by Trombone Shorty)
- For True, Verve Forecast Records, 2011
- Say that to say this, Verve Forecast Records, 2013
- Parking Lot Symphony, Blue Note, 2017
- Lifted, Blue Note, 2022[1].

### Albums enregistrés en public
- Live at the 2004 New Orleans Jazz & Heritage Festival, MunckMix, 2004 (by Troy Andrews & Orleans Avenue)
- Live at the 2006 New Orleans Jazz & Heritage Festival, MunckMix, 2006 (by Troy « Trombone Shorty » Andrews)
- Live at the 2007 New Orleans Jazz & Heritage Festival, MunckMix, 2007 (by Troy « Trombone Shorty » Andrews)

## Collaboration avec Lenny Kravitz
En 2005, Andrews fait partie de la section cuivre du groupe de Lenny Kravitz dans sa tournée américaine en ouverture du groupe Aerosmith.
En 2010 Lenny Kravitz pose sa voix et sa guitare sur le morceau « Something Beautiful » de l'album Backatown. Le 13 octobre de la même année Lenny rejoint Andrew sur scène lors de son concert au New Morning (à Paris) et remplace le batteur sur le morceau « Something Beautiful ».

## Collaboration avec Nekfeu
En 2019 Troy Andrews collabore dans le film Les Étoiles vagabondes du rappeur français Nekfeu, co-réalisé avec Syrine Boulanouar. Il joue aussi sur son titre Ciel noir, tiré de l'album Les Étoiles vagabondes.

## Filmographie
- Make It Funky!, Sony Pictures Entertainment, 2005
- Treme, série HBO, 2010-2011
- Snoopy et les Peanuts, le film, 20th Century Fox, 2015
- Les Étoiles vagabondes de Nekfeu et Syrine Boulanouar, 2019